# Den blå munk
Den blå munk er en dansk film fra 1998. Den foregår på et værtshus, hvor der spilles jazz. Vi møder flere skæbner, der drukner deres sorger i alkohol og drømmer om stedets smukke unge barpige.
- Manuskript og instruktion Christian Braad Thomsen.

Blandt de medvirkende kan nævnes:
- Therese Glahn
- Helle Ryslinge
- Ole Meyer
- Bent Conradi
- Claus Nissen
- Jarl Forsman
- Martin Brygmann
- Jeppe Kaas
- Runi Lewerissa
- Liselotte Lohmann
- Nicolaj Kopernikus
- Henning Jensen
- Jens Albinus
- Peter Steen
- Jacob Cedergren